# Комунистичка партија
Комунистичка партија или комунистичка странка су изрази који се користе за политичку странку која се залаже за практичну примену комунистичке идеологије, односно успостављање комунистичког државног уређења. Назив долази од Манифеста Комунистичке партије кога су 1848. написали Карл Маркс и Фридрих Енгелс.
Комунистичка партија је, према лењинистичкој теорији, авангарда (предводник) радничке класе. Када је та партија на власти, она представља највишу власт диктатуре пролетаријата. Лењинове теорије о улози комунистичке партије су се развиле почетком 20. века када су се тадашњи руски социјалдемократи поделили у две међусобно супротстављене фракције - бољшевике („већина“) и мењшевике („мањина“).
Владимир Иљич Лењин, који је постао вођа бољшевика, залагао се како револуционарна партија мора бити малобројна авангарда са централизованим вођством и чланством од „проверених“ кадрова. Мењшевици су се, пак, залагали за масовни и широки покрет. Бољшевичка партија је током Октобарске револуције дошла на власт у Русији 1917. и са временом се траснформисала у Комунистичку партију Совјетског Савеза. Након што је створила Комунистичку интерационалу, њен модел организације су током следећих година и деценија копирале бројне друге комунистичке партије широм света.
Тренутно у свету постоји неколико стотина комунистичких партија. Њихов утицај и успех се разликује од земље до земље. Док су у Европи, где су деценијама биле међу најјачим и владајућим странкама, данас су углавном потпуно маргинализоване или су напустиле комунистичку идеологију поставши реформиране комунистичке партије, у земљама Трећег света још увијек имају значајан утицај. У три земље - Куби, НР Кини и Вијетнаму - комунистичке партије су још увек владајуће странке.
Највећа комунистичка партија на свету је Комунистичка партија Кине, која је са 78 милиона чланова, уједно и највећа политичка странка на свету уопште.
Легално деловање комунистичких партија забрањено је у Естонији, Летонији, Литванији, Индонезији, Румунији и Турској.